# منزل الطريق (رواية)
منزل الطريق (بالإنجليزية: The Road Home)‏ هي رواية للكاتبة الإنجليزية روز تريمين، نشرت عام 2008، عن دار نشر تشاتو آند ويندوس.